# Covalanas
Covalanas – jaskinia położona w pobliżu Ramales de la Victoria w hiszpańskiej wspólnocie autonomicznej Kantabria. Stanowisko sztuki prehistorycznej.
Jaskinia położona jest na wysokości 320 metrów na północno-wschodnim zboczu wzgórza Monte Haza. Składa się z dwóch korytarzy, które rozwidlają się tuż za wejściem. Odkryli ją w 1903 roku Hermilio Alcalde del Río i Lorenzo Sierra, którzy wraz z Marcelino Sanz de Sautuolą dokonali pierwszych badań. Wyniki odkryć opublikowali w 1911 roku wspólnie z Henrim Breuilem.
Malowidła naskalne wykonane zostały czerwoną farbą. Zdominowane są przez wizerunki jeleni, z których niektóre zostały tylko połowicznie zarysowane. Poza nimi przedstawiono także konie oraz inne zwierzęta, których nie udało się jednoznacznie rozpoznać (renifery/tury?). Zwierzęta namalowano poprzez odciskanie palcem ciasno ściśniętych punktów, układających się w linie. Oprócz tego na ścianach jaskini występują abstrakcyjne rysunki w postaci znaków punktowych, prostokątów i owalów. Chronologia malowideł nie jest do końca pewna, jednak najczęściej wiąże się je z kulturą solutrejską i określa ich wiek na 20–17 tys. lat temu.